# راديو لوندرا
راديو لوندرا معناه راديو لندن هو الاسم المستخدم في إيطاليا للبث الإذاعي لهيئة الإذاعة البريطانية (بي بي سي)، بدءًا من 27 سبتمبر 1938، وكان يستهدف سكان أوروبا تحت الاحتلال الألماني.
قد تكون الفكرة قد أتت من الإيطاليين أنفسهم، حيث كانت البرامج الإذاعية باللغة العربية الواردة من راديو باري في جنوب إيطاليا تحظى بشعبية كبيرة في الشرق الأوسط وشمال إفريقيا، حيث كان التأثير البريطاني والفرنسي سائدًا وحيث سرعان ما اكتسبوا اهتمامًا وانتباهًا الجمهور في الطبقة اجتماعية المتوسطة والعليا محليا.
بدأ البث الإذاعي للبي بي سي باللغة الإيطالية مع معاهدة ميونيخ. مع اندلاع الأعمال العدائية في عام 1939، ازداد البث الإذاعي لراديو لوندرا ليصل إلى حوالي 4 ساعات يوميا في عام 1943.
يعود نجاح إذاعة راديو لوندرا إلى أن مكتب الحرب البريطاني، بدلاً من إدارة البث المباشر الدعائية البريطانية خلال الحرب العالمية الثانية، قد عهد بها إلى هيئة تتمتع بالحكم الذاتي، وهي هيئة الإذاعة البريطانية (بي بي سي)، والتي كانت معروفة بالفعل بأسلوبها الصحفي المستقل، مع الاحتفاظ بالأخبار. منفصلة عن التعليقات.
اشتهر طاقم التحرير في راديو لوندرا بحسن توقيته في نقل مباشر المعلومات حول العالم، بأسلوب ثقافة المملكة المتحدة وواقعي. تميزت خدمة الإذاعة العالمية لهئية الإذاعة البريطانية بالشخصية كاريزما لهارولد ستيفنز - المشهور في إيطاليا باسم كولونيلو بونازيرا (في اللغة الإنجليزية الكولونيل مساء الخير) - وهو ضابط عسكري بريطاني كان يعيش في روما والذي، من خلال تعليقاته الهادئة والمعقولة، مختلف تمامًا عن نقل دعاية إطالية الفاشية إحساسًا بالصفاء والأمل في المستقبل.
كان «كانديدوس» (اسم المستعار لجون ماروس) شخصية كاريزمتية أخرى في راديو لوندرا، والذي، بمهاراته جدلية لا هوادة فيها، قارن محاولات الدعاية النازية والفاشية لتشويه حقيقة وخطورة الموقف.
أصبح دور راديو لوندرا في الحرب حاسمًا أيضًا في إرسال رسائل خاصة، صاغتها القيادة العليا للحلفاء، إلى مجموعات حراكة المقاومة الإيطالية.
كما فتخت البث المفاتيح الأولى ل لودفيج فان بيتهوفن الصورة السمفونية الخامسة (ربما لأنها تمثل حرف" V "في شفرة مورس، الذي أثار فكرة "علامة النصر V "، كما يرتبط بقوة رئيس الوزراء البريطاني ونستون تشرشل).
واصلت بي بي سي بثها باللغة الإيطالية مع برنامج ليلي يسمى L'Ora di Londra (ساعة لندن) حتى 31 ديسمبر 1981، عندما تم قطعه، على الرغم من احتجاجات العديد من المستمعين. يبدو أن مائة ألف إيطالي على الأقل احتفظوا بعادة الاستماع إلى البي بي سي حتى ذلك الحين.